# Mạo đài Vân Nam
Mạo đài Vân Nam (danh pháp khoa học: Mitrephora wangii) hay hoa móc bạc Vân Nam là một loài thực vật thuộc họ Annonaceae. Đây là loài đặc hữu của Trung Quốc.